# 巴德拉 (德国)
巴德拉（德語：Badra，發音：[ˈbaːdʁa]）是德国图林根州基夫霍伊瑟县曾经的一个市镇，面积13.99平方千米，人口为人。2012年12月31日，巴德拉与另外7个市镇合并为新市镇基夫霍伊瑟兰。